# 木古内駅

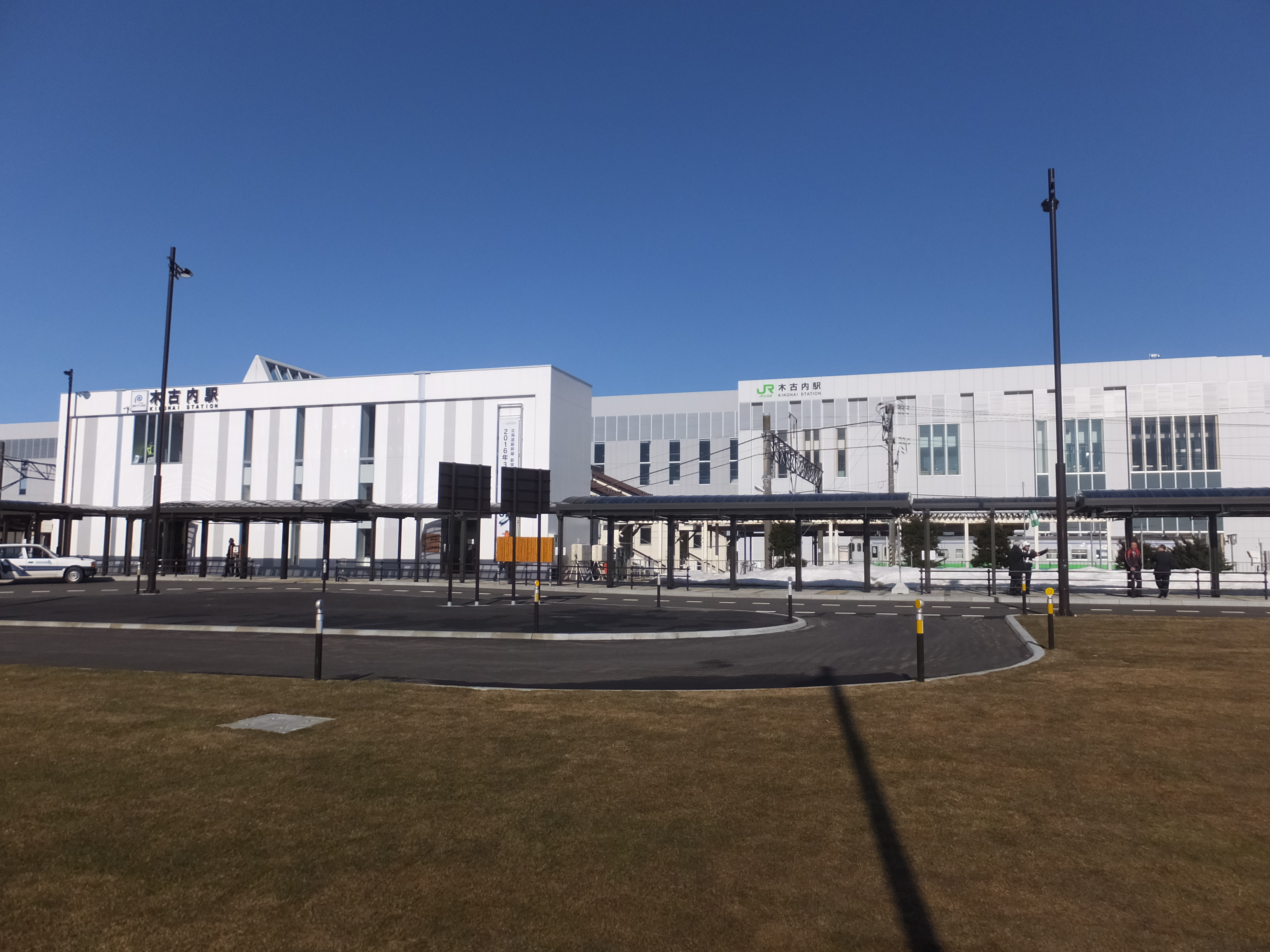
南口（2016年3月）
手前に道南いさりび鉄道線駅舎とバス、タクシープール。奥にJR北海道北海道新幹線駅舎

木古内駅（きこないえき）は、北海道上磯郡木古内町にある北海道旅客鉄道（JR北海道）・道南いさりび鉄道の駅である。北海道内最南端の駅である。日本国有鉄道・JR北海道における事務管理コードは▲141410。
本項目では、木古内駅場内扱いとなる、北海道新幹線・海峡線の共用区間終点木古内分岐部（きこないぶんきぶ）についても述べる。

## 概要
木古内町の中心駅であり、北海道新幹線「はやぶさ」「はやて」合計13往復のうち、8往復16本が停車する。また、当駅で上下の貨物列車が交換を行っており、下り貨物列車の大半が当駅に運転停車する。
在来線は道南いさりび鉄道線、新幹線は北海道新幹線を所属線としており、これらに海峡線を加えた3路線が乗り入れる。当駅は線路名称上での道南いさりび鉄道線・海峡線の終点であるが、海峡線は2016年（平成28年）3月21日をもって定期旅客列車の運行を終了しており、以降は貨物列車と団体専用の臨時列車のみの運行となっている。道南いさりび鉄道線の旅客列車は、全て気動車による普通列車として当駅以東でのみ運転される。また、道南いさりび鉄道線にはsh01の駅番号、北海道新幹線 乗換駅の副駅名が導入されている。
海峡線を走行する列車は、当駅で自動列車保安装置をATS-SN形とDS-ATCの間で切り替える。

### 駅名の由来
町名より。アイヌ語に由来し、現在の木古内川が、干満の差が激しく、満潮時に潮が川を逆流することから「リリオナイ（リロナイ）」（波・入れる・川：潮の差し入る川）と呼ばれたためとされる。

### ダイヤ
北海道新幹線は一部の「はやぶさ」と全ての「はやて」による1日16本が、道南いさりび鉄道は1日9本が発着する。

## 歴史

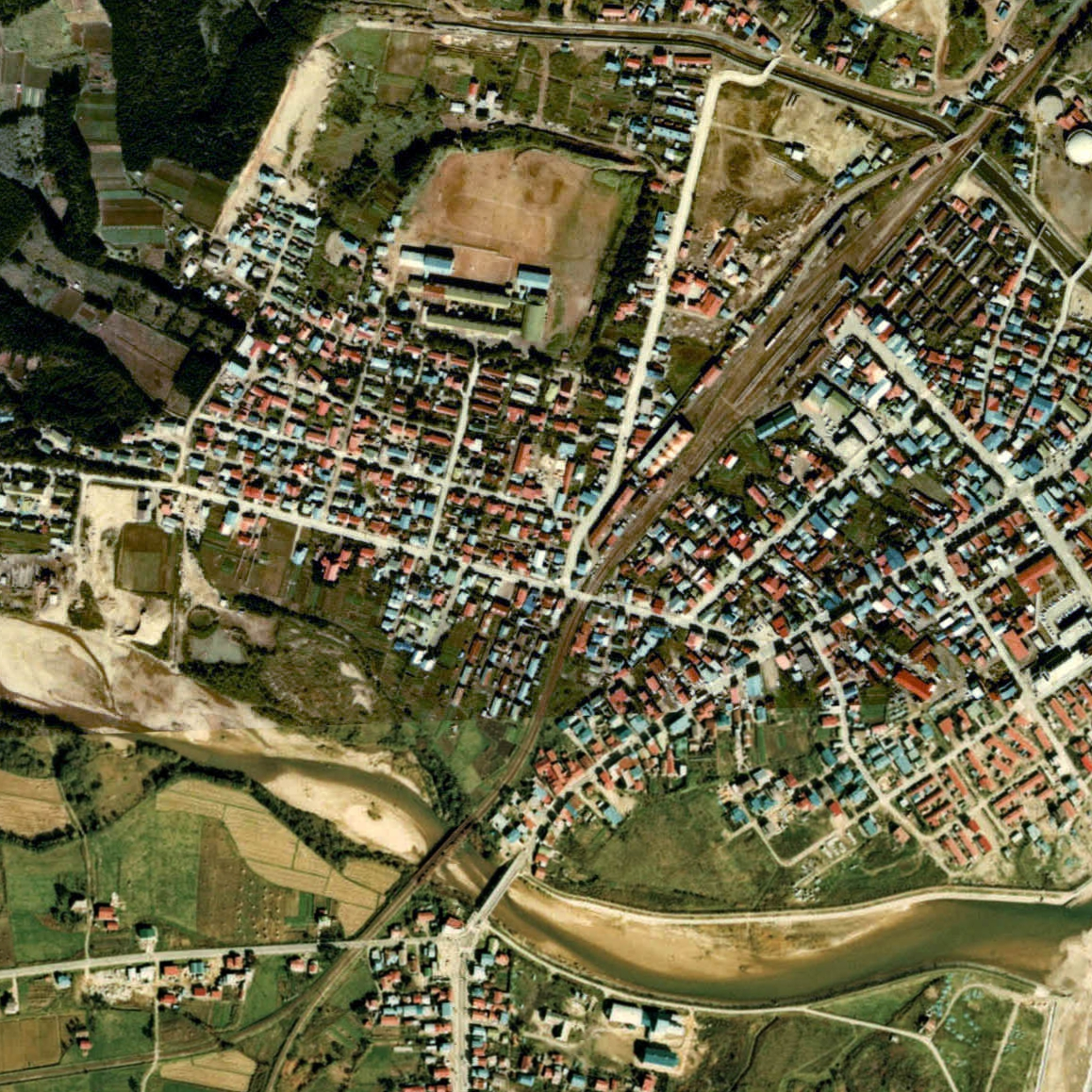
1976年の木古内駅と周囲約1km範囲。下側、木古内川を渡ってから左へカーブを切って向かうのが江差線本線江差方面。下へ向かうのが松前線松前方面。単式と島式の複合ホーム1面2線で、駅舎側から1.2.3番ホームとなっており、松前・江差双方面下りが1番、松前線からの上りが2番、江差からの本線上りが3番、もしくは松前線との併合で2番を使用した。駅舎横の江差・松前側には切欠き状の貨物ホームへ2本の引き込み線、駅裏には4本の仕分けまたは留置線と、その外側に機回し線、そこより江差・松前側駅裏及び函館側駅裏双方へ車庫線、そして函館側駅裏には転車台が残されている。また函館方本線脇を引き上げ線が用水路を渡って併走し、スイッチバックして再び斜めに用水路を渡って駅裏にある木工所土場へ引き込まれている。当駅は木材の出荷駅でもあった。

官設鉄道江差線の終着駅として、1930年（昭和5年）10月25日に開業した。1935年（昭和10年）12月10日に江差線が湯ノ岱駅まで延伸されると同線の途中駅となり、1937年（昭和12年）10月12日の松前線開業に伴い、江差線と松前線の分岐駅となった。1980年（昭和55年）9月30日まで運行された江差線の急行「えさし」と松前線の急行「松前」の停車駅であり、一部の列車は当駅で解併結作業を行っていた。
1987年（昭和62年）4月1日の国鉄分割民営化によりJR北海道に承継される。1988年（昭和63年）2月1日には松前線が廃止となったが、同年3月13日に海峡線が開業すると、当駅は東北新幹線連絡特急「はつかり」の停車駅となった。「はつかり」は2002年（平成14年）12月1日から「白鳥」「スーパー白鳥」と改称し、2008年（平成20年）3月15日からは全ての「白鳥」「スーパー白鳥」が当駅に停車するようになった。
2014年（平成26年）5月12日には、江差線の当駅 - 江差駅間が廃止されたため、当駅が再び江差線の終点となった。海峡線が北海道と本州以南との広域輸送に特化した路線であることから、当駅は函館近郊および道内のローカル鉄道輸送という点でも道内最南端の終着駅となった。
2016年（平成28年）3月26日には北海道新幹線の駅が設置され、新中小国信号場 - 当駅間の82.1 km区間は三線軌条（標準軌 1,435 mm・狭軌 1,067 mm）による新幹線・在来線の共用区間となる。新幹線開業後、江差線の五稜郭駅 - 当駅間はJR北海道から経営分離され、第三セクター鉄道の道南いさりび鉄道へ移管された。

### 年表
- 1930年（昭和5年）10月25日：官設鉄道上磯線の上磯駅 - 当駅間の開通に伴い、同線の駅として開業[7][8]。一般駅。
- 1935年（昭和10年）12月10日：上磯線の当駅 - 湯ノ岱駅間が延伸開業[7]。
- 1936年（昭和11年）11月10日：上磯線の湯ノ岱駅 - 江差駅間の延伸開業に伴い、上磯線が江差線に改称[7][新聞 4]。
- 1937年（昭和12年）
  - 3月10日：函館機関区木古内支区設置[11]。
  - 10月12日：国有鉄道福山線の当駅 - 渡島知内駅間が開業[9]。
- 1949年（昭和24年）6月1日：日本国有鉄道法施行に伴い、公共企業体日本国有鉄道（国鉄）に移管。
- 1953年（昭和28年）11月8日：福山線の渡島大沢駅 - 松前駅間の延伸開業に伴い、福山線を松前線と改称[9][新聞 5]。
- 1960年（昭和35年）10月1日：準急「えさし」の停車駅となる[7][10]。
- 1961年（昭和36年）8月1日：函館機関区木古内支区が廃止[11]。
- 1963年（昭和38年）12月1日：準急「松前」運行開始[9][10]。
- 1980年（昭和55年）10月1日：急行「えさし」「松前」廃止により、後の海峡線開業までの間優等列車の停車がなくなる[10]。
- 1982年（昭和57年）11月15日：貨物の取り扱いが廃止[7][11]。
- 1985年（昭和60年）3月14日：荷物の取り扱いが廃止[11]。
- 1987年（昭和62年）
  - 3月25日：橋上駅に改築[13]。
  - 4月1日：国鉄分割民営化に伴い、北海道旅客鉄道（JR北海道）の駅となる[11]。江差線の五稜郭駅 - 当駅間を自動閉塞化（CTC化）。
- 1988年（昭和63年）
  - 2月1日：松前線が廃止[9][新聞 1]。江差線の当駅 - 湯ノ岱駅間を特殊自動閉塞化（CTC化）。
  - 3月13日：海峡線（津軽海峡線）開業に伴い[12]、江差線の五稜郭駅 - 当駅間が電化（交流20,000 V・50 Hz）。特急「はつかり」と快速「海峡」の停車駅となる[10]。
    - 海峡線は開業当初から全線電化（交流20,000 V・50 Hz）されていたが、軌道は狭軌（軌間：1,067 mm）のみ敷設され、自動列車保安装置はATC-L型を使用した。
- 1990年（平成2年）9月1日：江差線の当駅 - 江差駅間でワンマン運転を開始[14][11]。
- 1993年（平成5年）10月1日：江差線の五稜郭駅 - 当駅間でワンマン運転を開始[14][11]。
- 2002年（平成14年）12月1日：特急「はつかり」と快速「海峡」が廃止となり、特急「白鳥」「スーパー白鳥」の停車駅となる。快速「海峡」の廃止に伴い、海峡線を通過する定期普通列車がなくなる（後述）[広報資料 3]。
- 2008年（平成20年）3月15日：特急「白鳥」「スーパー白鳥」が全て停車するようになる[広報資料 4]。
- 2012年（平成24年）9月3日：JR北海道が江差線の当駅 - 江差駅間の鉄道営業を2014年（平成26年）度初頭までに廃止することを、木古内町・上ノ国町・江差町に正式に伝達した旨を正式に発表[広報資料 10]。
- 2013年（平成25年）
  - 3月28日：江差線の当駅 - 江差駅間を2014年5月までに鉄道営業を廃止し、バス転換することに、沿線の木古内・上ノ国・江差3町が同意する[新聞 6]。
  - 5月29日：木古内駅新幹線駅舎建設工事の安全祈願および立柱式挙行[広報資料 11][新聞 7]。
- 2014年（平成26年）
  - 3月15日：海峡線の竜飛海底駅、吉岡海底駅、知内駅が廃止[広報資料 12][広報資料 13]。これにより、津軽今別駅 - 当駅間の駅間距離（営業キロ：74.8 km）が、JR旅客6社の全路線における最長距離となった[注釈 1]。
  - 5月12日：江差線の当駅 - 江差駅間が廃止[広報資料 5][新聞 2]。同区間にあった渡島鶴岡駅が廃止されたことにより、道内最南端の駅となる。
  - 11月1日：当駅で北海道新幹線の新青森駅 - 新函館北斗駅間のレール締結式開催[広報資料 14][新聞 8][新聞 9][新聞 10]。
- 2015年（平成27年）
  - 7月24日：新幹線の駅舎が完成[新聞 11][注釈 2]。
  - 7月31日：北海道新幹線の開業に備え、「木古内開業準備駅」設置[広報資料 15]。
- 2016年（平成28年）
  - 1月13日：駅前広場の整備に伴い、新バスターミナル供用開始[広報資料 16][15]。同日、隣接する「道の駅 みそぎの郷 きこない」も開業[16]。
  - 3月21日：北海道新幹線の新青森駅 - 新函館北斗駅間開業準備に伴い、海峡線の在来線旅客列車運行終了[広報資料 7][広報資料 8]。なお、貨物列車については開業日まで平常通り運行[広報資料 17]。
  - 3月22日：北海道新幹線の新青森駅 - 新函館北斗駅間開業準備に伴い、海峡線の新中小国信号場 - 当駅間の82.1 km区間[広報資料 6]が三線軌条（標準軌1,435 mm・狭軌1,067 mm）による新幹線・在来線の共用区間となることから、同区間の架線電圧を交流25,000 V・50 Hzに昇圧し[新聞 15]、自動列車保安装置をDS-ATCに変更。
  - 3月26日：北海道新幹線の新青森駅 - 新函館北斗駅間の開業に伴い、新幹線の駅舎が使用を開始[新聞 3]。江差線の五稜郭駅 - 当駅間がJR北海道から経営分離され[広報資料 1][広報資料 2]、道南いさりび鉄道に移管[広報資料 9]。路線名が同社の道南いさりび鉄道線に変更[広報資料 18]。在来線の駅は営業上無人化され、駅番号が設定される (sh01) 。
- 2017年（平成29年）10月30日：国道228号方面から駅舎北口方面につながる道路が開通[17]。
- 2020年（令和2年）3月14日：新幹線eチケットサービス開始[広報資料 19]。
- 2021年（令和3年）度内：話せる券売機を導入[広報資料 20]。

### 新幹線建設中の画像

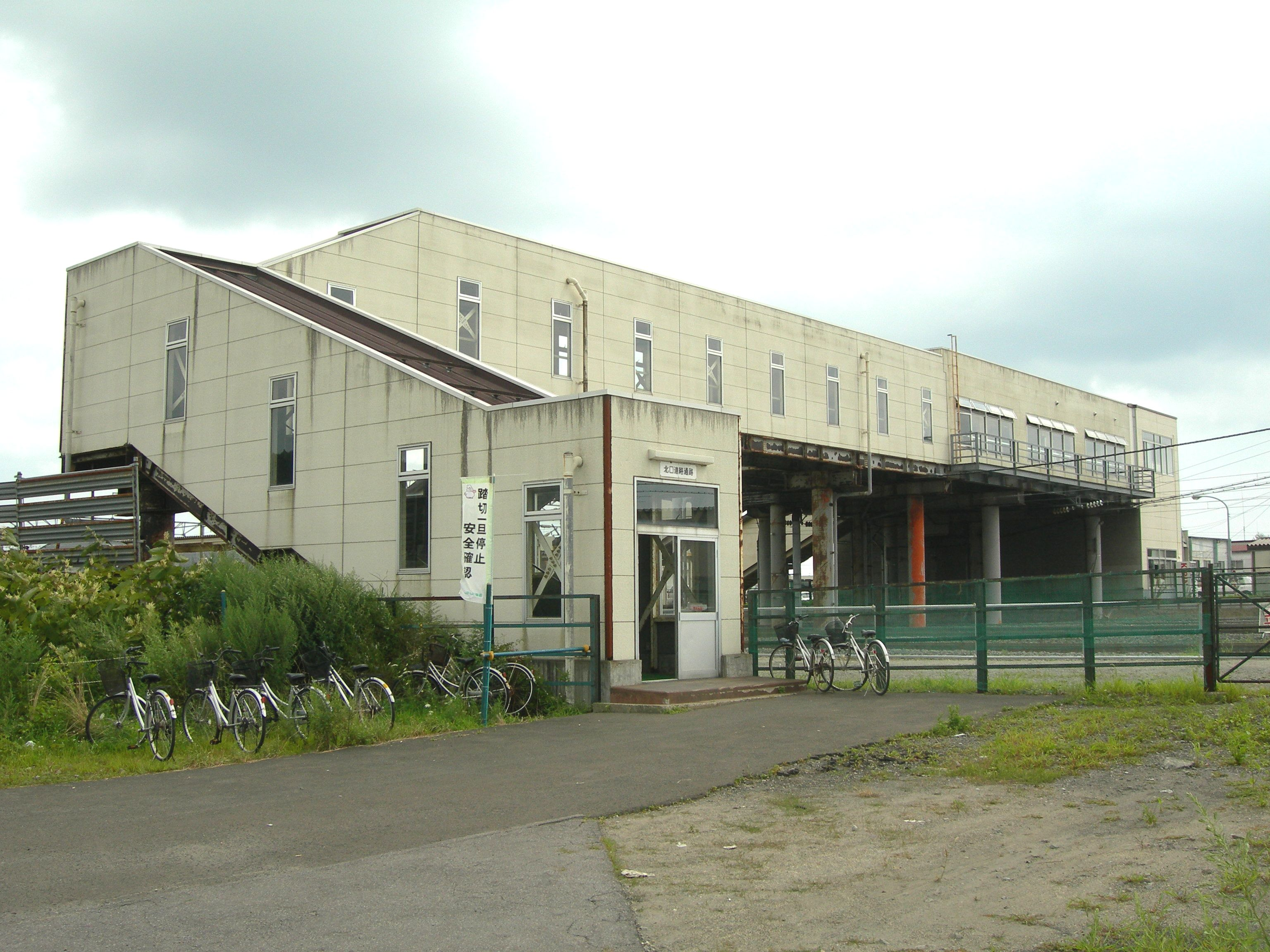
新幹線建設前の北口 （2010年8月）
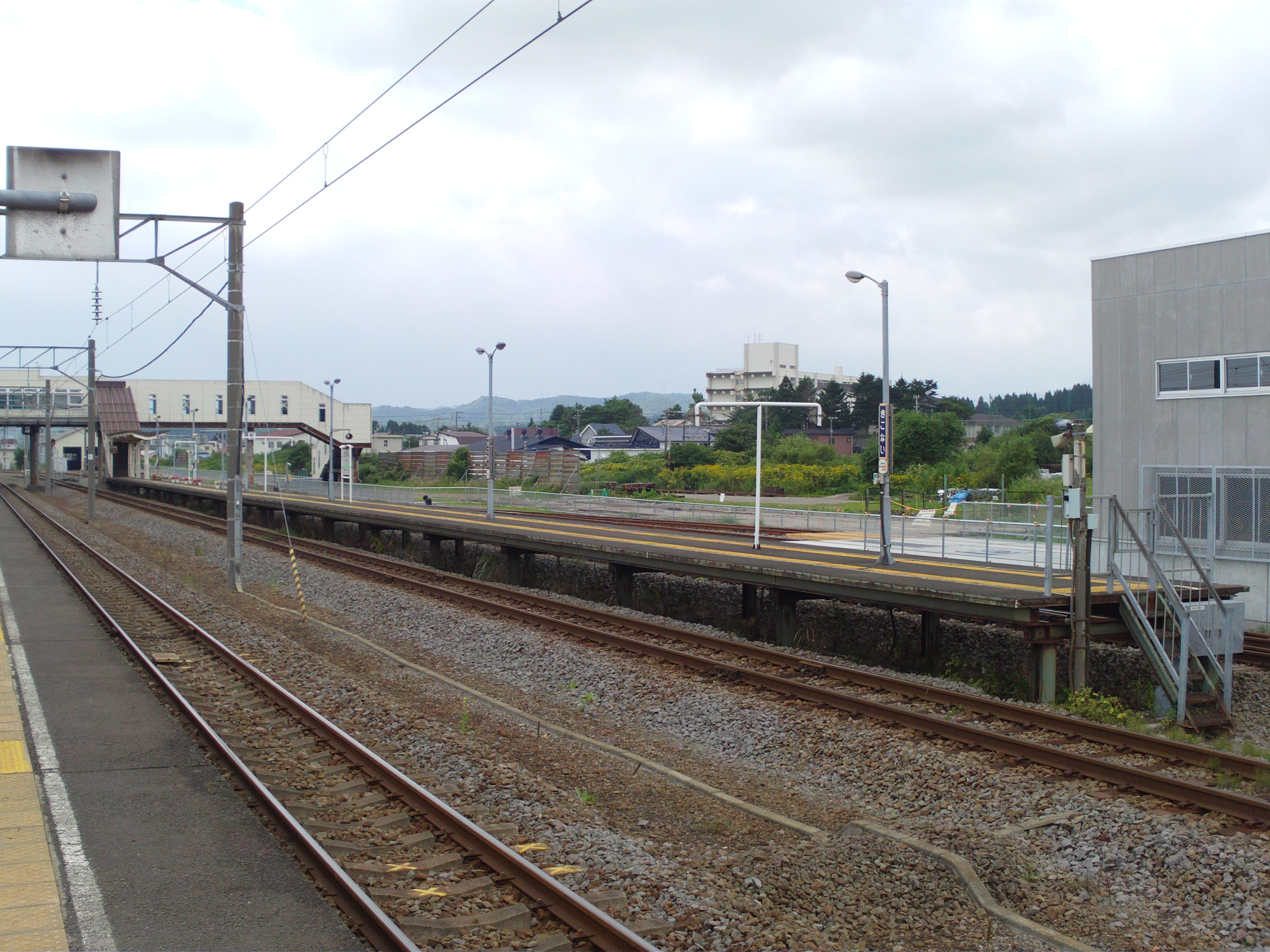
ホームより （2010年8月）
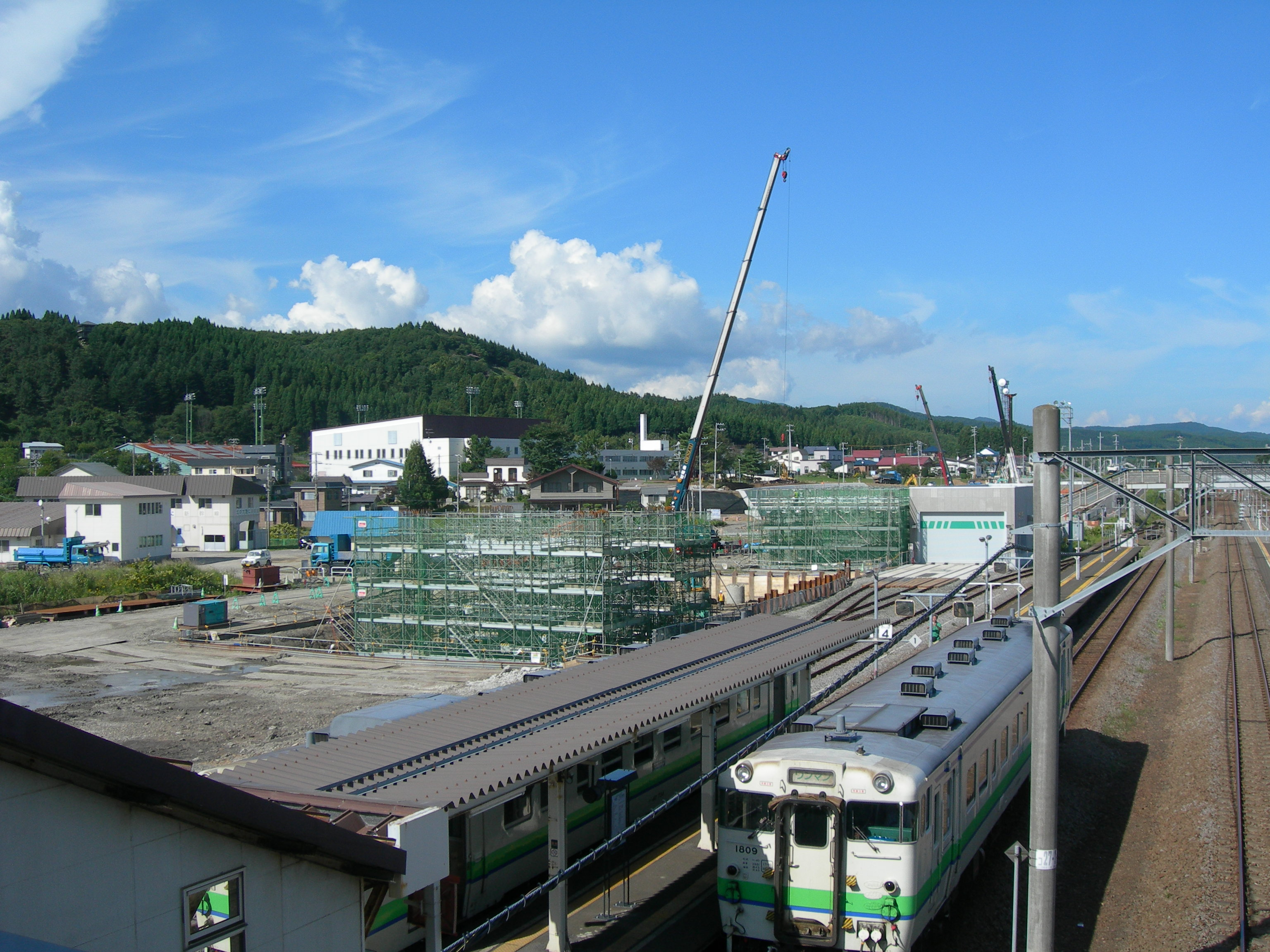
跨線橋より （2011年8月）
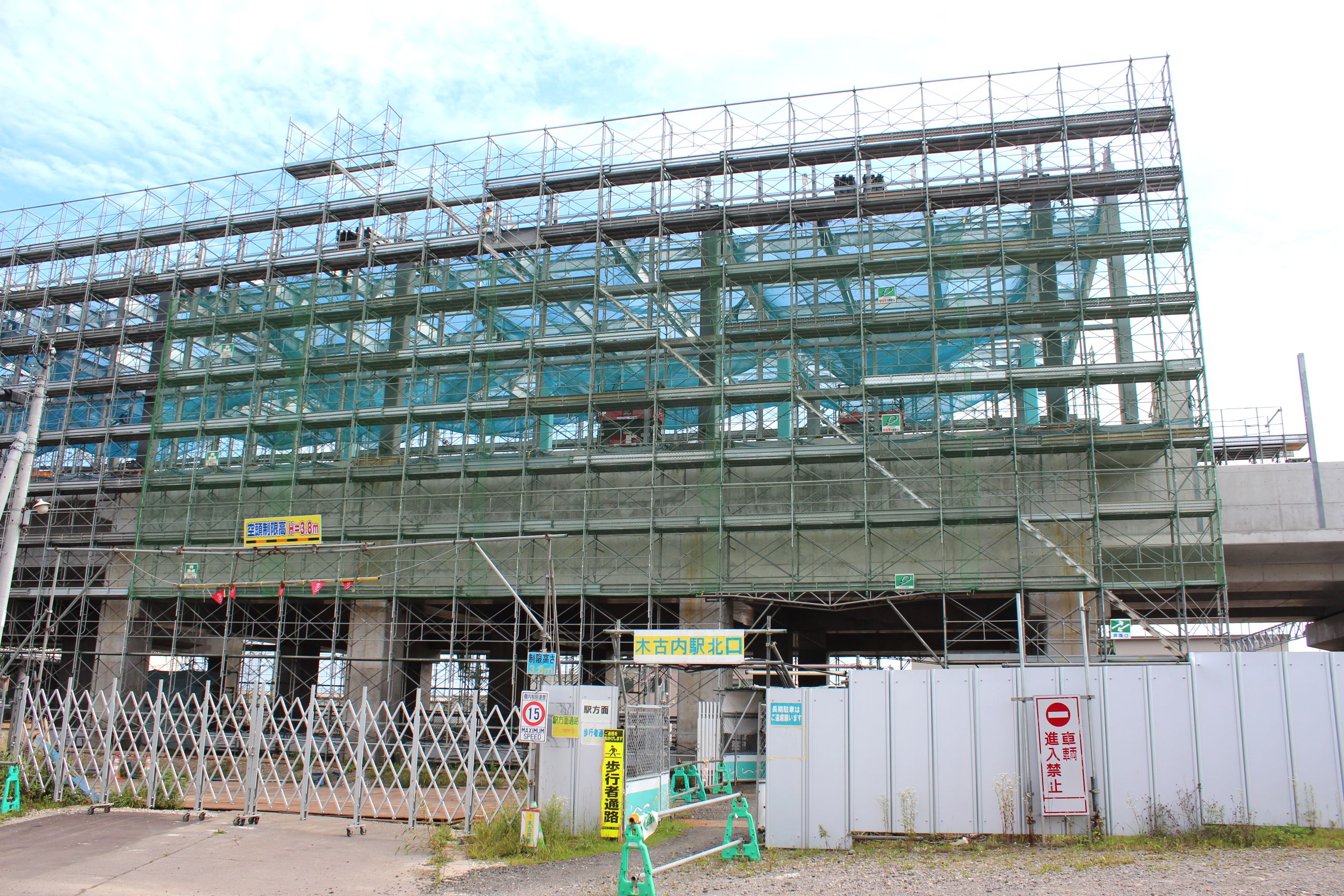
北口に建設中の駅躯体 （2013年9月）
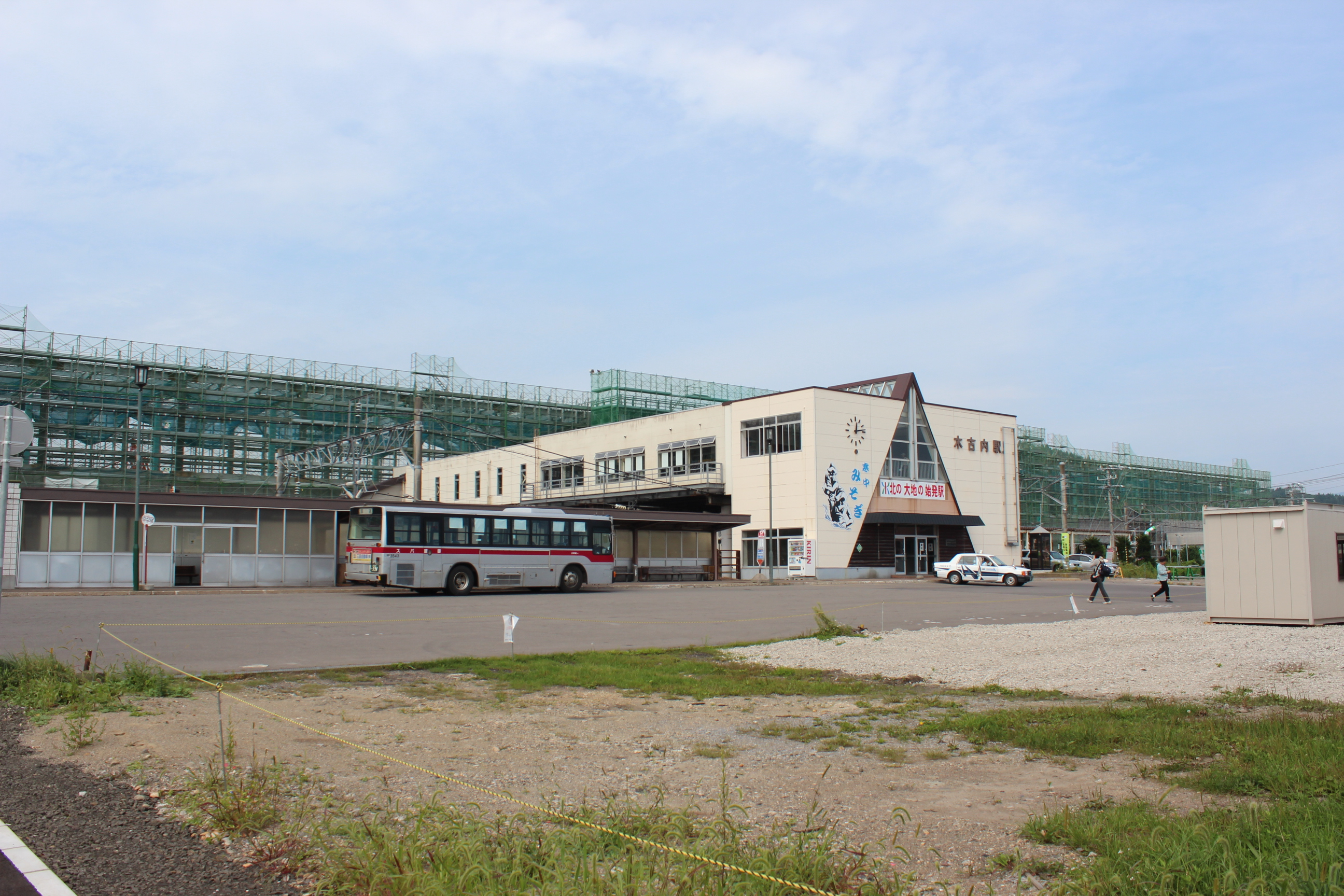
背後に駅躯体が見える南口 （2013年9月）
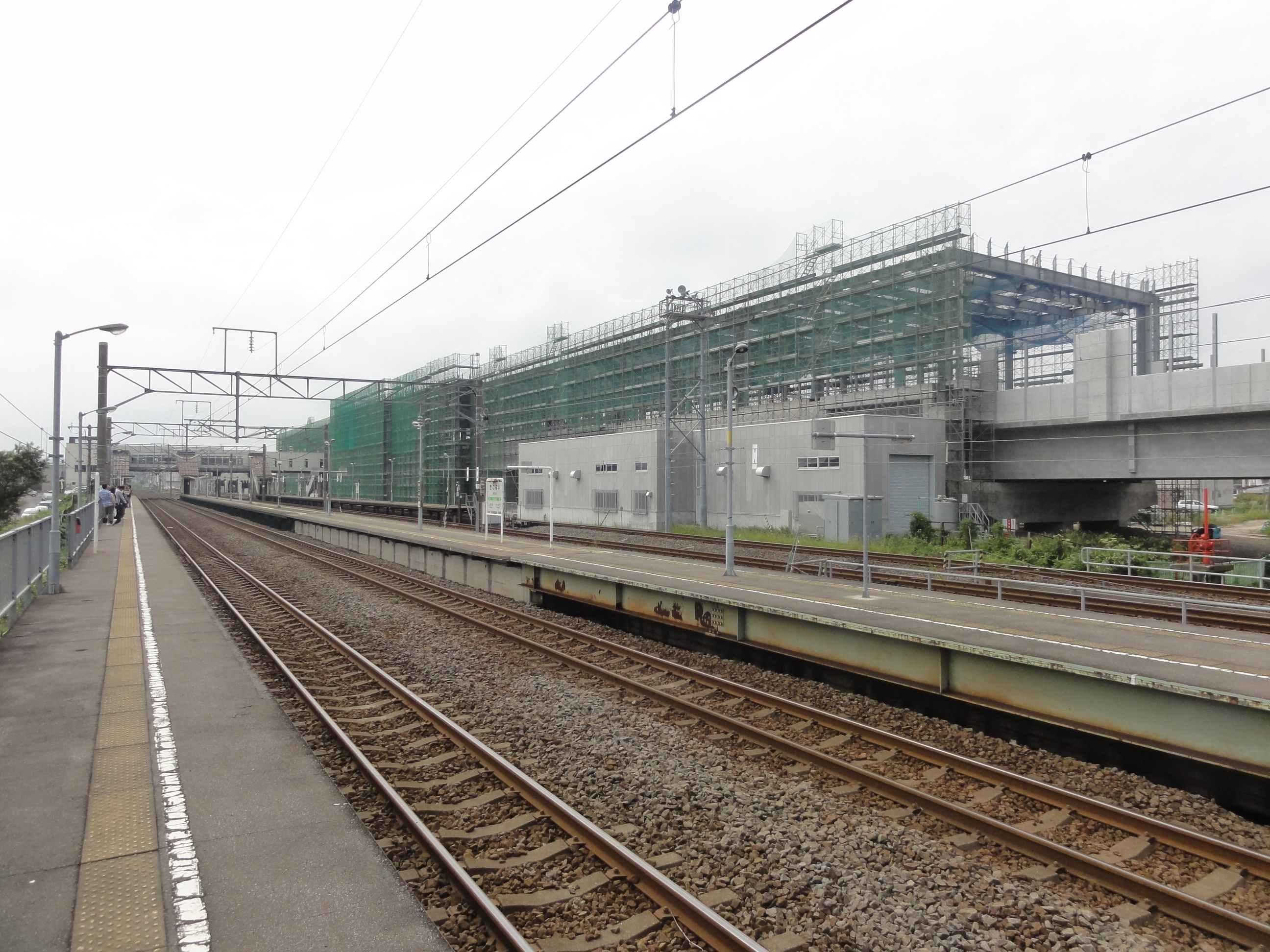
ホームより （2013年9月）
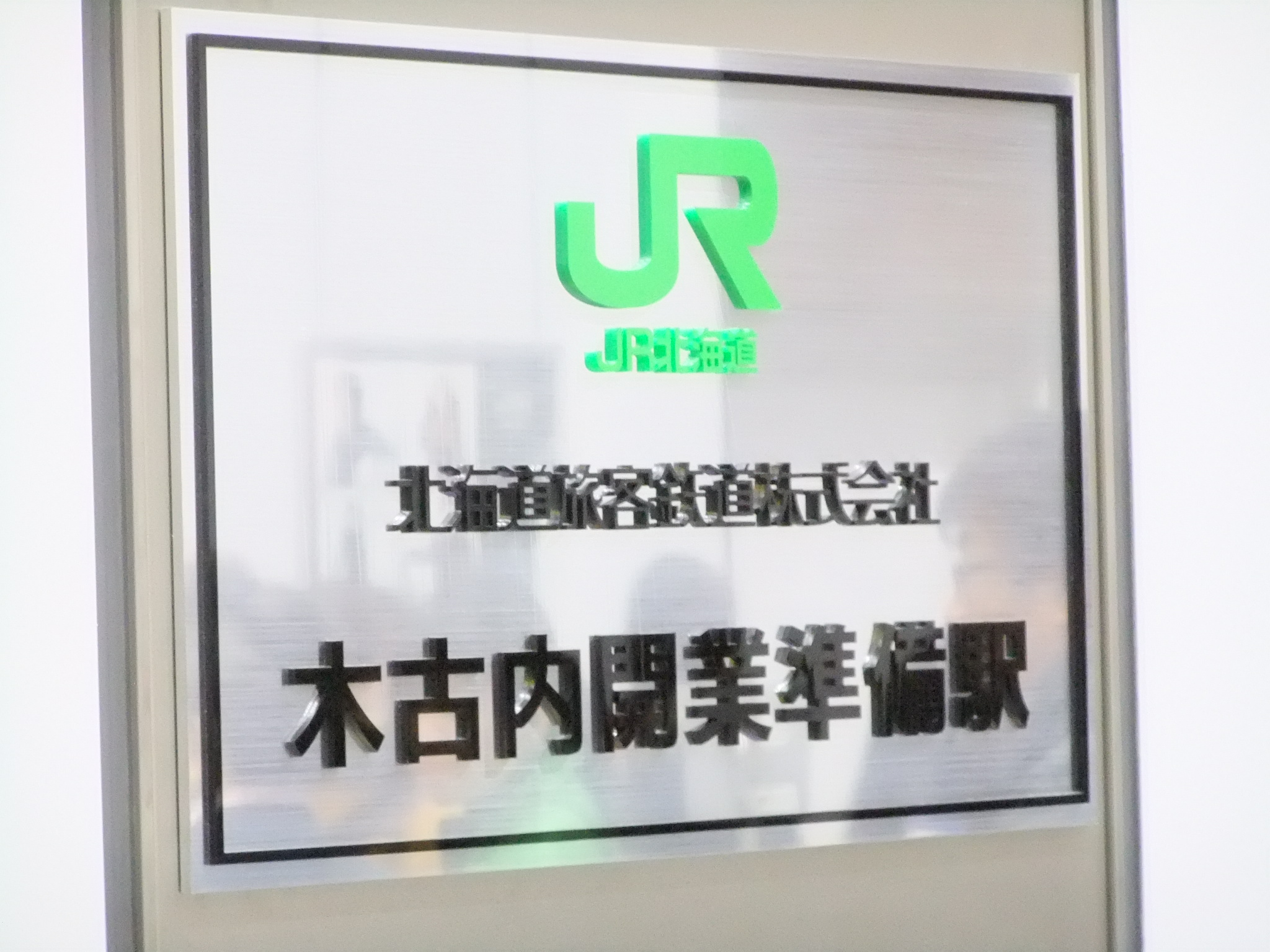
「木古内開業準備駅」駅名パネル （2016年2月）
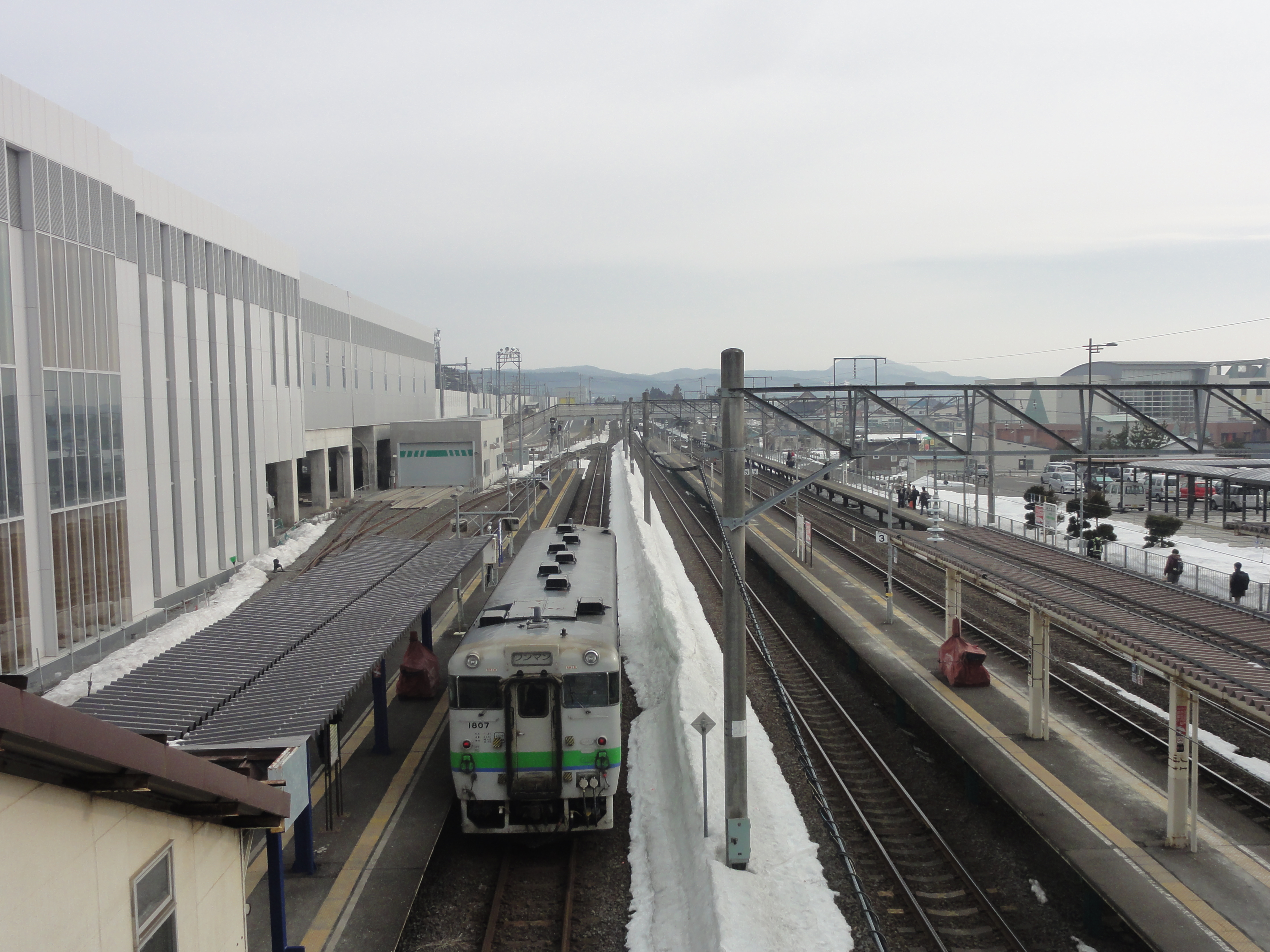
跨線橋より （2016年3月）

## 駅構造
南北にある駅外との出入口と、南側の道南いさりび鉄道駅舎、北側の新幹線駅舎を高架の自由通路（跨線橋）でつなぐ橋上駅。道南いさりび鉄道線ホームとの昇降は階段のみ。他はエレベーター、エスカレーターも併設されている。

### 新幹線（JR北海道）
2面2線の相対式ホームの高架駅。上り線は本線がホームのない通過線となっており、待避線上にホームがある。
直営駅。みどりの窓口、指定席券売機、話せる券売機、自動改札機設置。構内には売店などの設備はない。

#### のりば
| 番線 | 路線         | 方向 | 行先           |
| ---- | ------------ | ---- | -------------- |
| 11   | 北海道新幹線 | 上り | 盛岡・東京方面 |
| 12   | 北海道新幹線 | 下り | 新函館北斗方面 |

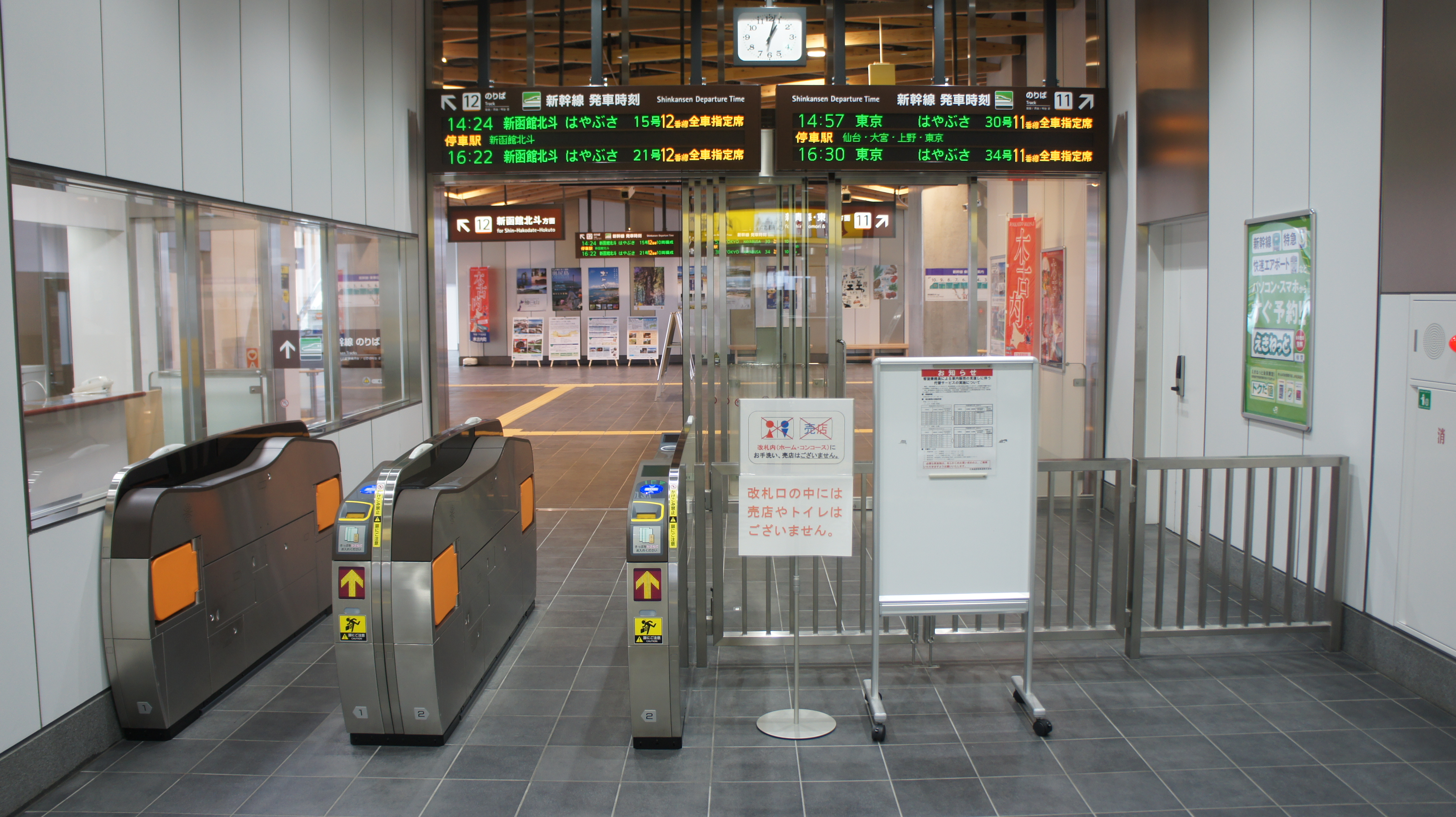
新幹線改札口（2018年4月）
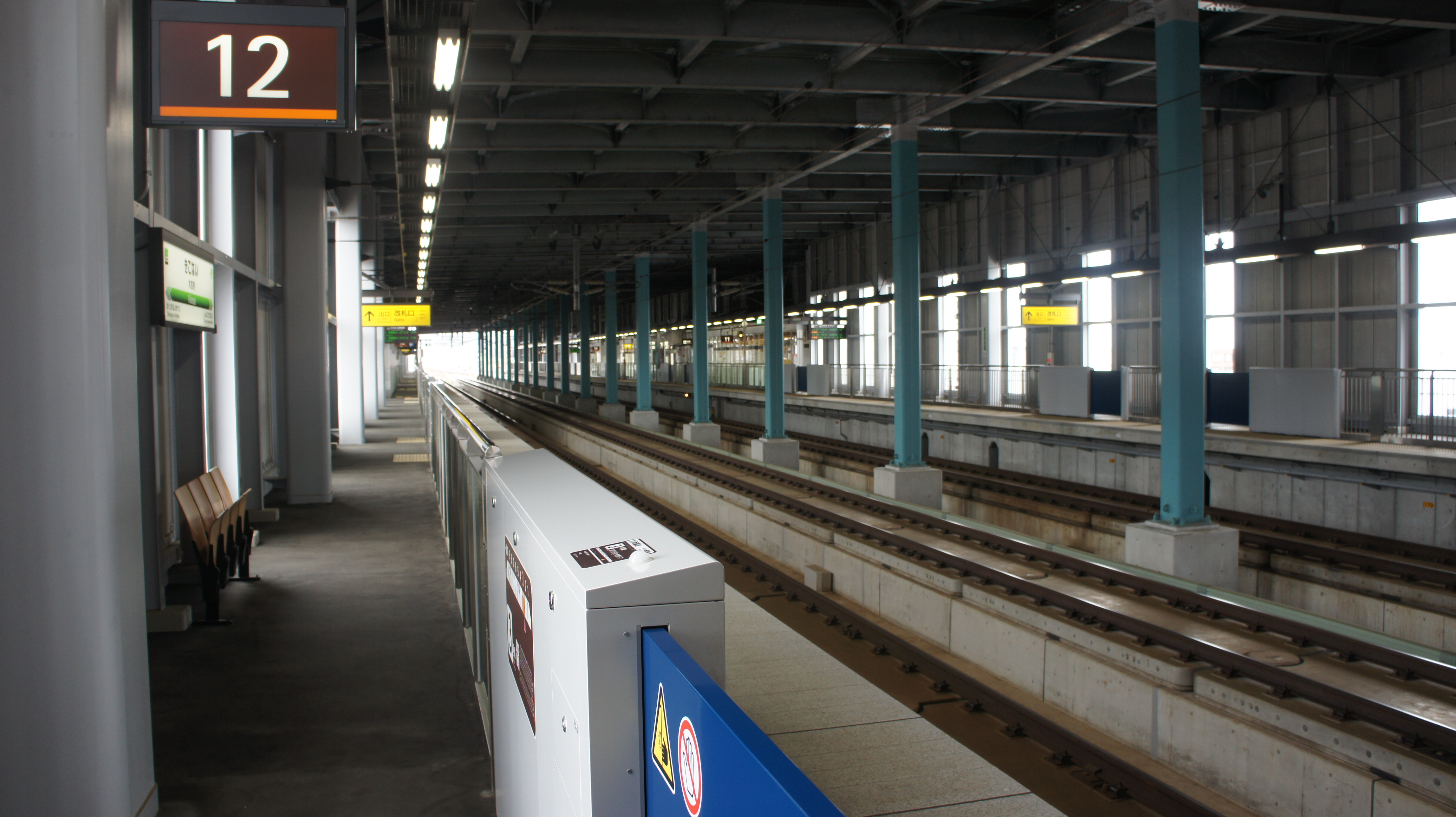
新幹線ホーム（2018年4月）

新幹線駅舎は在来線駅舎とは反対側の線路北側に設置され、高架下に駅本屋1,850平方メートル、ホーム上屋6,410平方メートルがある。デザインコンセプトは「波と森のプロムナード 〜北の交流発信地〜」で、過去から未来につながる町の歴史と、木古内町が面する津軽海峡から打ち寄せる波のリズムを間隔を変えて垂直性を強調したリブ状の壁面で表現する。壁面は高さ約20メートルで、細長いガラスが間隔を変えてはめ込まれている。天井や窓枠などに道南スギ材を多用しており、総工費は22億5750万円とされている。

### 在来線（道南いさりび鉄道）
1面2線の島式ホームが地上部に、待合室やタッチパネル式自動券売機が自由通路と同じ高架部にある橋上駅である。1 - 3番線にはホームが無く、のりばは4・5番線となっている。
社員配置駅であるが、輸送社員のみのため出札・改札業務などは一切行われておらず、営業上は無人駅である。JR時代に使われていた窓口は閉鎖され、普通乗車券は自動券売機による発売となっているが、定期乗車券については新幹線側の木古内駅で購入可能となっている。客扱いをしていない1 - 3番線への階段や通路は、封鎖されたのち2017年（平成29年）末までに全て撤去された。
1 - 3番線には架線が張られているが、北海道新幹線開業に伴い海峡線 - 当駅函館方（交交セクション）まで架線電圧が新幹線と同様の交流25,000 V・50 Hzに昇圧されたため、海峡線直通に対応したEH800形電気機関車とE001形電車以外の電気車は当駅に入線できない。4・5番線には架線が張られていない。
江差方及び松前方の場内信号機（江差線、松前線）は駅からかなり離れており、当駅西方の木古内川橋梁を渡った先の海峡線に合流する手前に設置されていた。江差方面の列車は4・5番線から発車後ポイントを渡り海峡線の下り線を走行後、木古内道道踏切（木古内駅構内扱い）の直前で分岐していた。また、松前線の列車は、4・5番線から発車後ポイントを渡り、現在の海峡線の上り線を走行後、木古内道道踏切（木古内駅構内扱い）を過ぎたところで分岐していた。なお、この踏切は江差線当駅・江差駅間廃止後は、所属が江差線から海峡線に変わり、公道と交わる踏切としても道内最南端となった。

#### のりば
| のりば | 路線                 | 方向 | 行先           |
| ------ | -------------------- | ---- | -------------- |
| 4・5   | ■ 道南いさりび鉄道線 | 下り | 上磯・函館方面 |

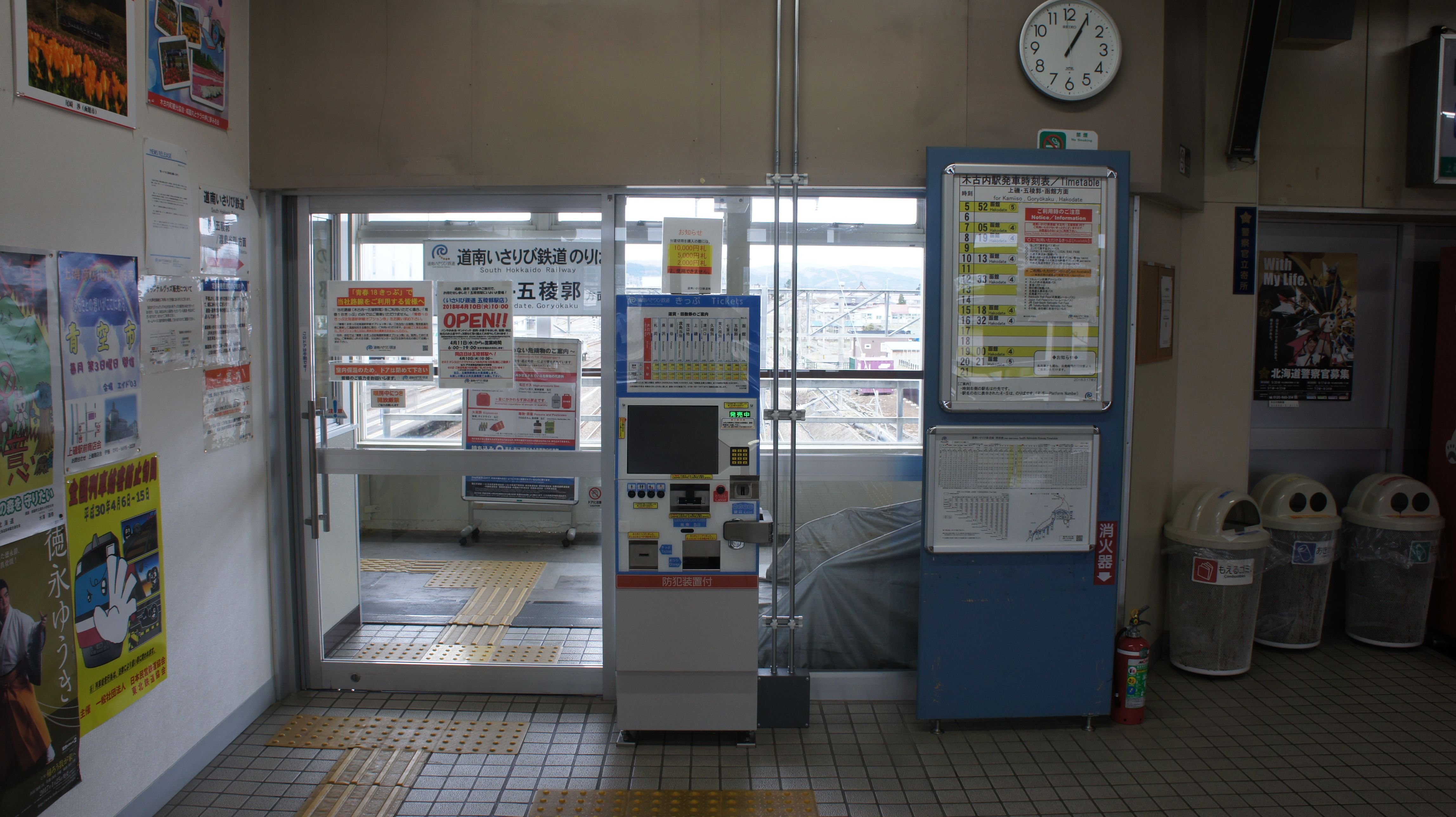
駅舎内（2018年4月）
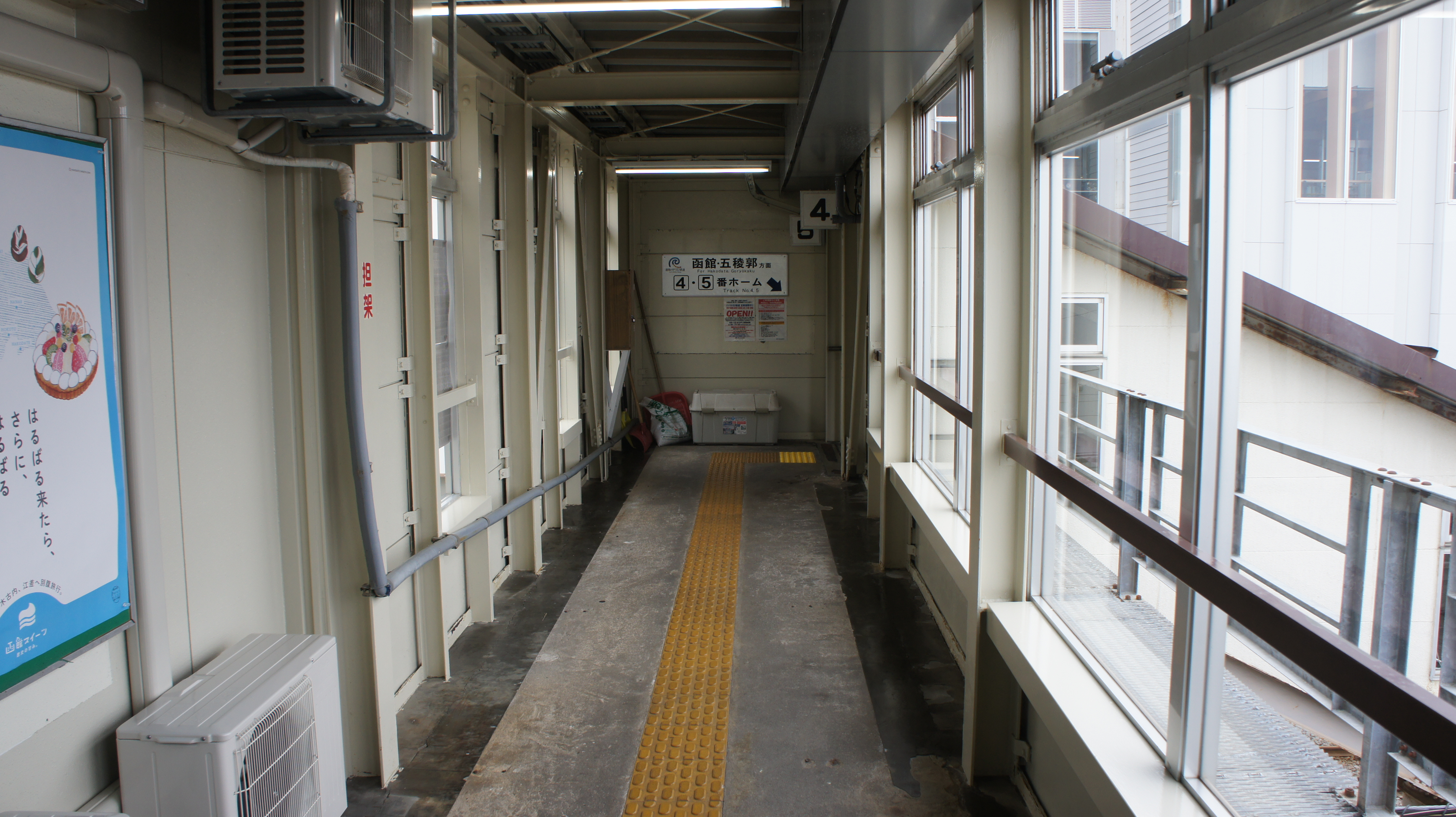
跨線橋（2018年4月）
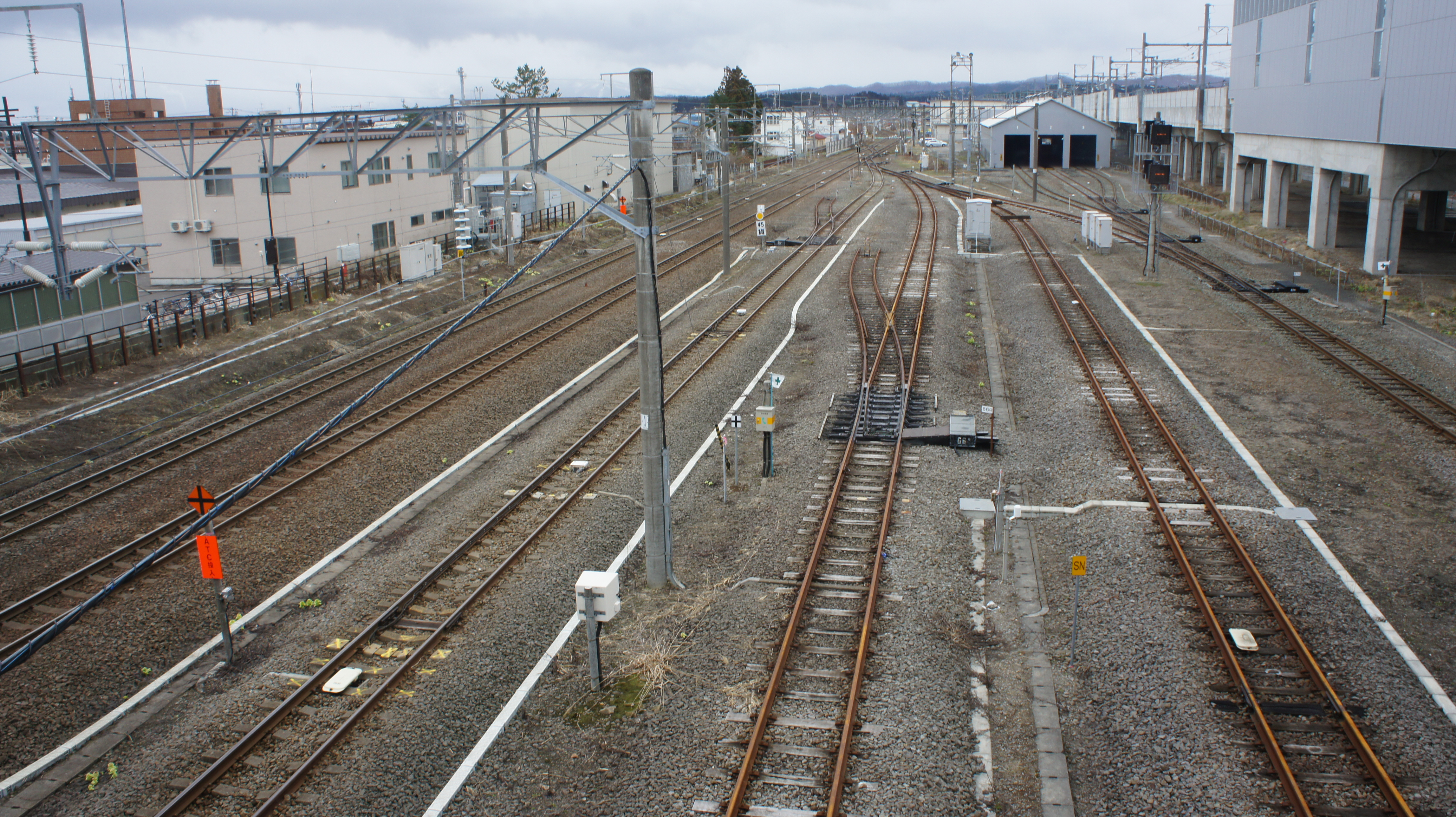
奥津軽いまべつ方の構内（2018年4月）
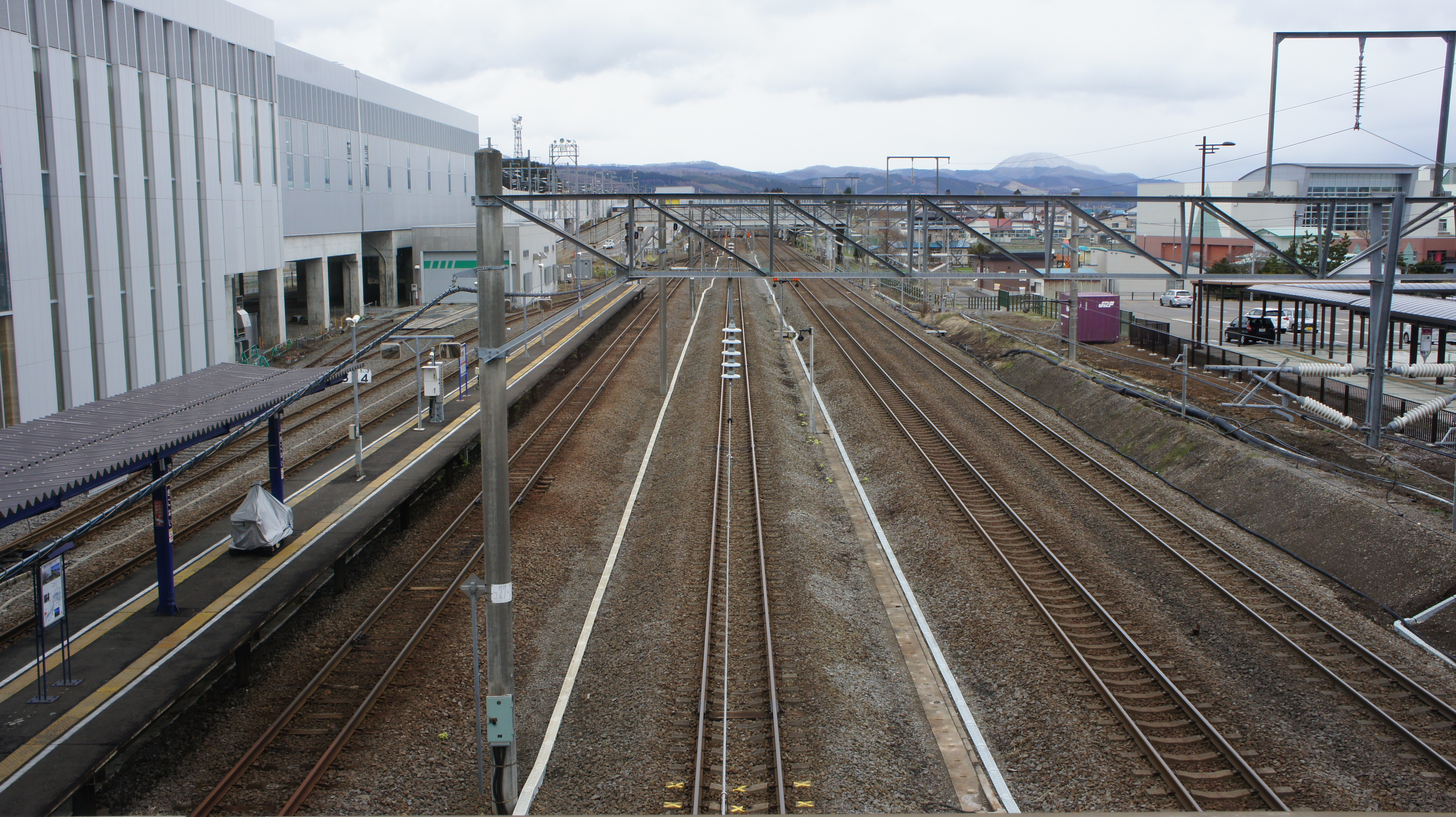
札苅方の構内（2018年4月）
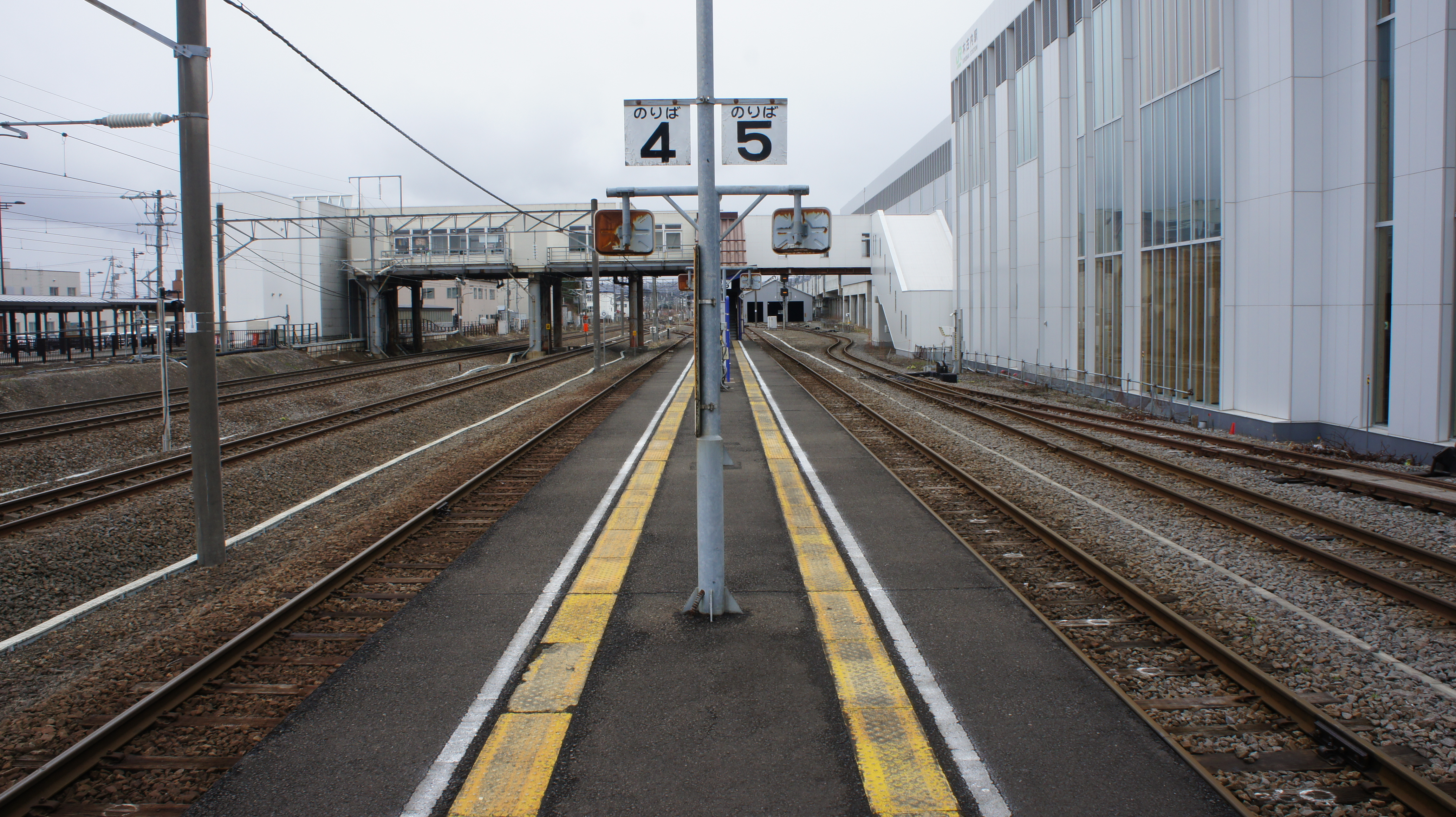
4・5番線ホーム（2018年4月）

### 木古内分岐部（新在共用区間終点）
旧松前線・江差線分岐部からさらに中小国・新青森方に進んだ地点（新青森起点111.445 km、木古内駅からおよそ2 km）には、青森県側の大平分岐部（新中小国信号場構内扱い）からの82.041 kmにわたる三線軌条（標準軌1,435 mm・狭軌1,067 mm）による新幹線・在来線の共用区間の終端が設けられ、木古内分岐部と称される。分岐部は不転換防止のためスノーシェルターで覆われている。
付近には木古内町による展望台「北海道新幹線ビュースポット」が設けられている。
なお北海道新幹線の列車は、貨物列車との共用区間である新中小国信号場から当駅まで、青函トンネル内を除いた最高速度が140 km/h（青函トンネル内は通常時160 km/h、高速運転実施時260 km/h）に制限されている。

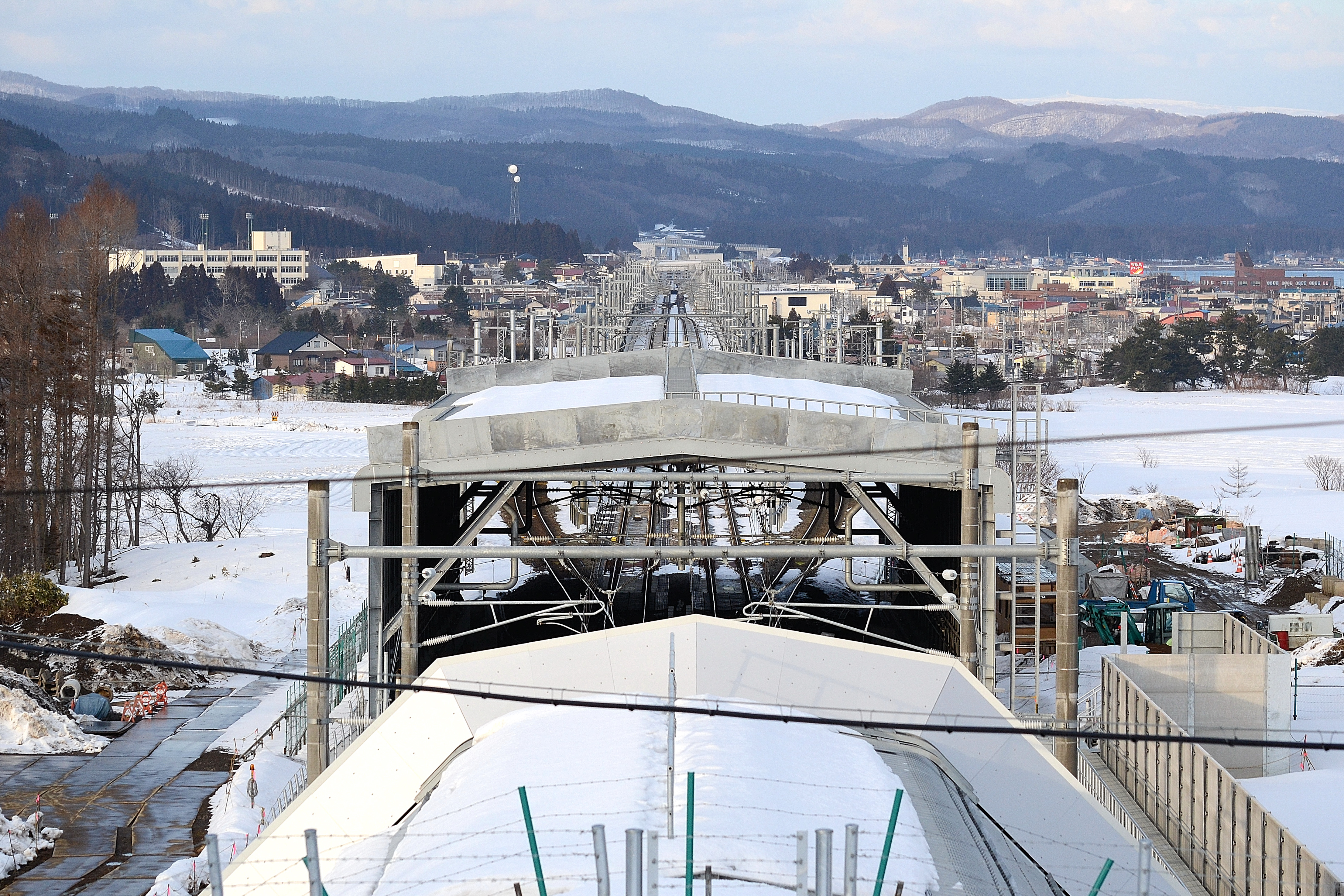
木古内分岐部の新函館北斗方。中央が北海道新幹線で、奥が木古内駅。海峡線は左右に上下線が分かれていく。
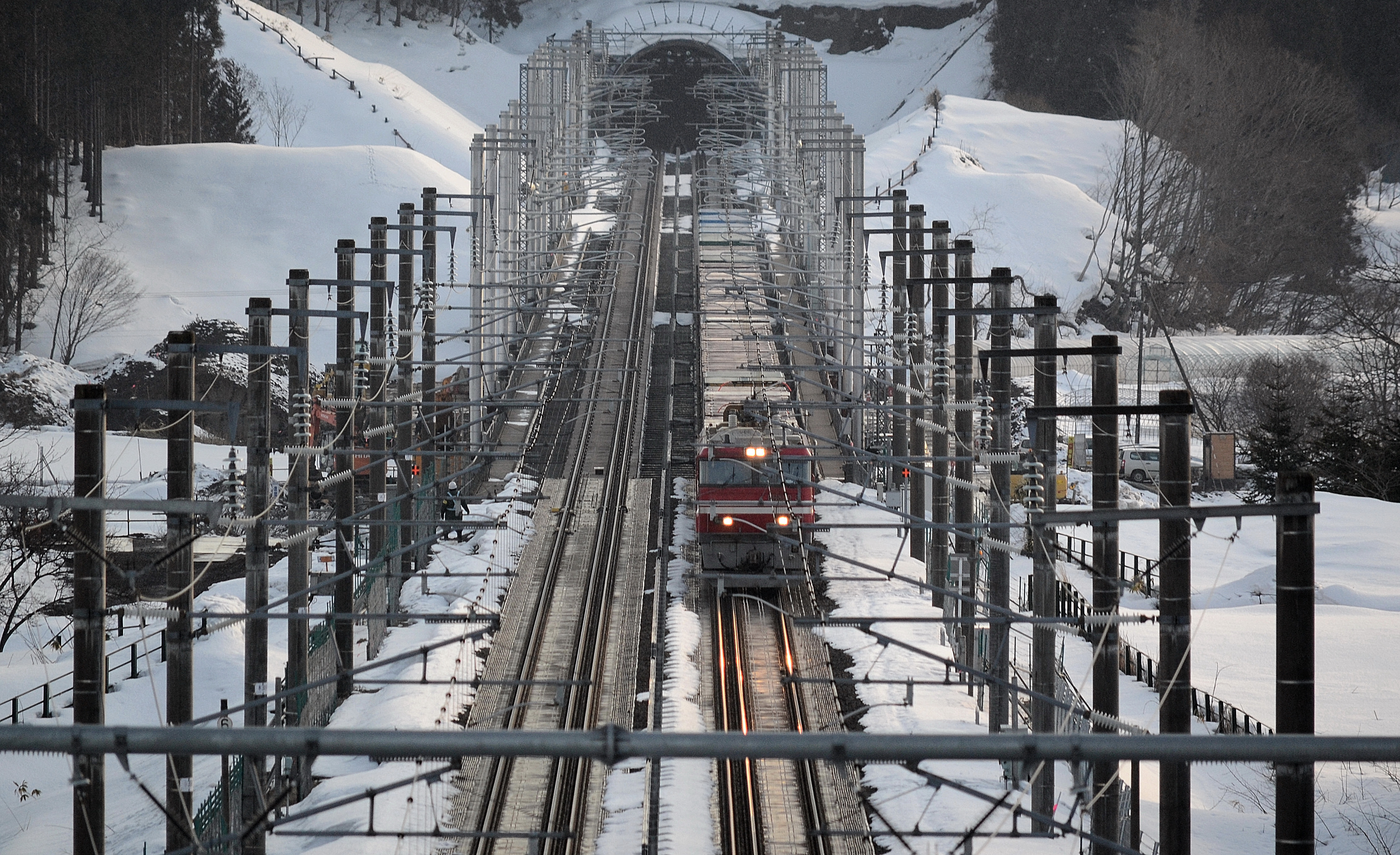
木古内分岐部から新青森方。三線軌条が続く。
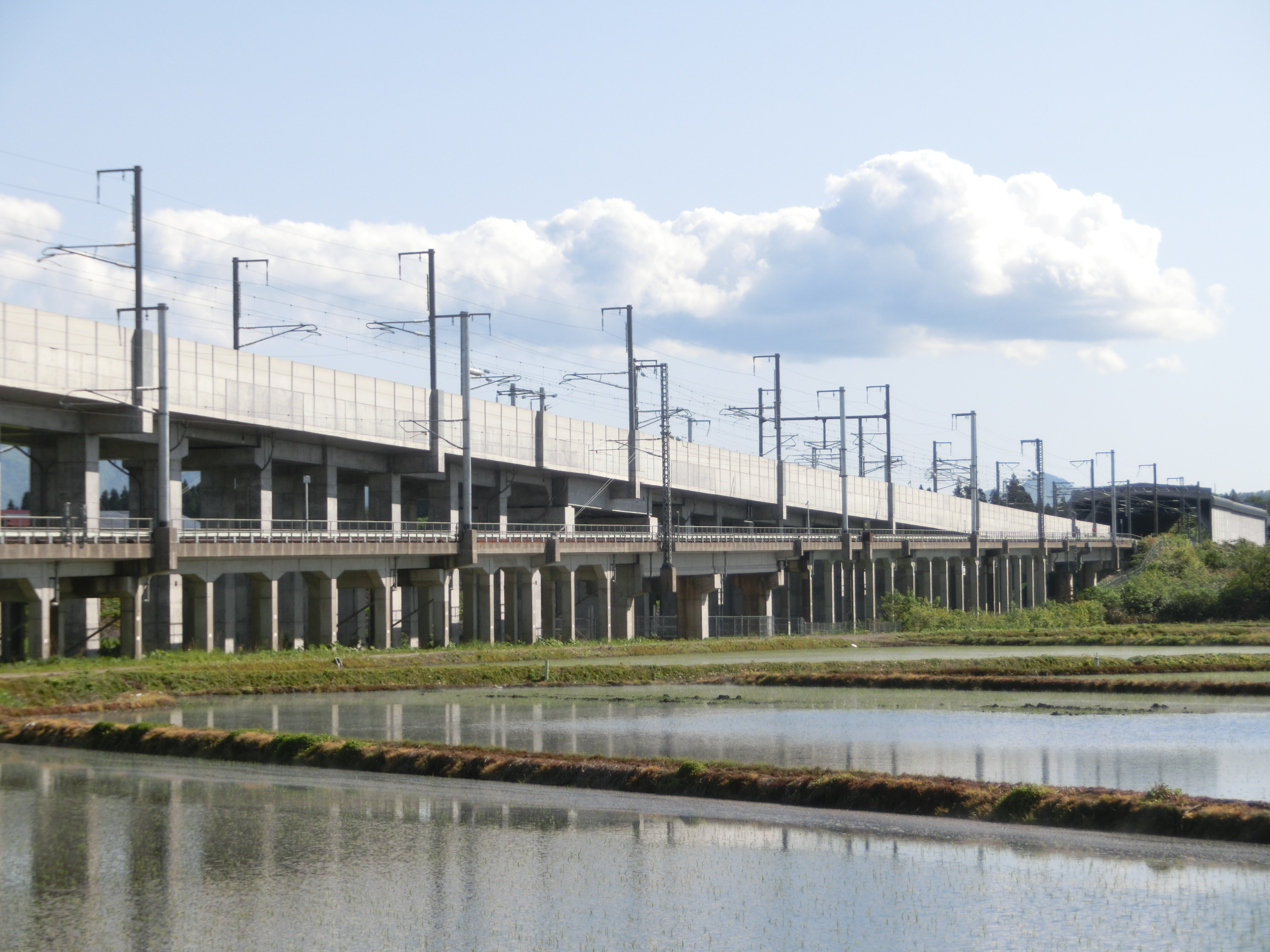
横から見た木古内分岐部（左方向が木古内駅）

## 駅弁
2022年現在、駅弁は販売されていない。
かつては駅前食堂の「伊藤食堂」と「急行食堂」が調製した駅弁が販売されていた。伊藤食堂は構内販売の他に立ち食いそば屋も経営しており、1970年頃に駅構内販売から撤退。急行食堂も1991年に当時の店主の死去に伴い駅売りから撤退。その後店主の妻が駅前食堂を継承したが2017年に死去。その翌年に駅前食堂のファンだった常連客の男性が急行食堂名物であった焼きそばの味を再現し函館駅前で「超特急焼きそば」を開店したが、後に閉店している。

## 旅客営業における特記事項

### 北海道新幹線開業までの特急料金不要の特例
2002年（平成14年）12月1日のダイヤ改正で快速「海峡」が廃止されてから北海道新幹線が開通する2016年（平成28年）3月25日（22日から旅客列車が運休したため事実上21日）まで、海峡線の蟹田駅 - 当駅間は特急列車のみの運転となり、普通・快速列車が設定されていなかった。そのため、上記区間に含まれる各駅相互間で特急列車の普通車自由席に乗車する場合には、特急料金が不要となる特例が設けられ、「青春18きっぷ」や「北海道&東日本パス」といった普通列車専用の特別企画乗車券でも適用されていた。

## 利用状況
「国土数値情報 駅別乗降客数データ」によると、1日平均乗車人員は以下の通りである。出典が「乗降人員」となっているものについては、1/2とした値を示す。
当駅は、全国の新幹線駅では奥津軽いまべつ駅に次いで平均乗車人員が少ない。
| 1日平均乗車人員推移 | 1日平均乗車人員推移 | 1日平均乗車人員推移   |
| 年度                | JR北海道            | 道南いさりび          |
| ------------------- | ------------------- | --------------------- |
| 2011年（平成23年）  | 254                 | 未開業 （経営分離前） |
| 2012年（平成24年）  | 230                 | 未開業 （経営分離前） |
| 2013年（平成25年）  | 259                 | 未開業 （経営分離前） |
| 2014年（平成26年）  | 214                 | 未開業 （経営分離前） |
| 2015年（平成27年）  | 190                 |                       |
| 2016年（平成28年）  | 65                  |                       |
| 2017年（平成29年）  | 67                  | 75                    |
| 2018年（平成30年）  | 64                  | 60                    |
| 2019年（令和元年）  | 52                  | 60                    |
| 2020年（令和02年）  | 21                  | 60                    |
| 2021年（令和03年）  | 25                  | 60                    |
| 2022年（令和04年）  | 29                  | 60                    |

## 駅周辺
- 道の駅みそぎの郷 きこない
- 木古内町役場
- 木古内警察署
- 木古内港
- 木古内町立木古内中学校
- 木古内郵便局

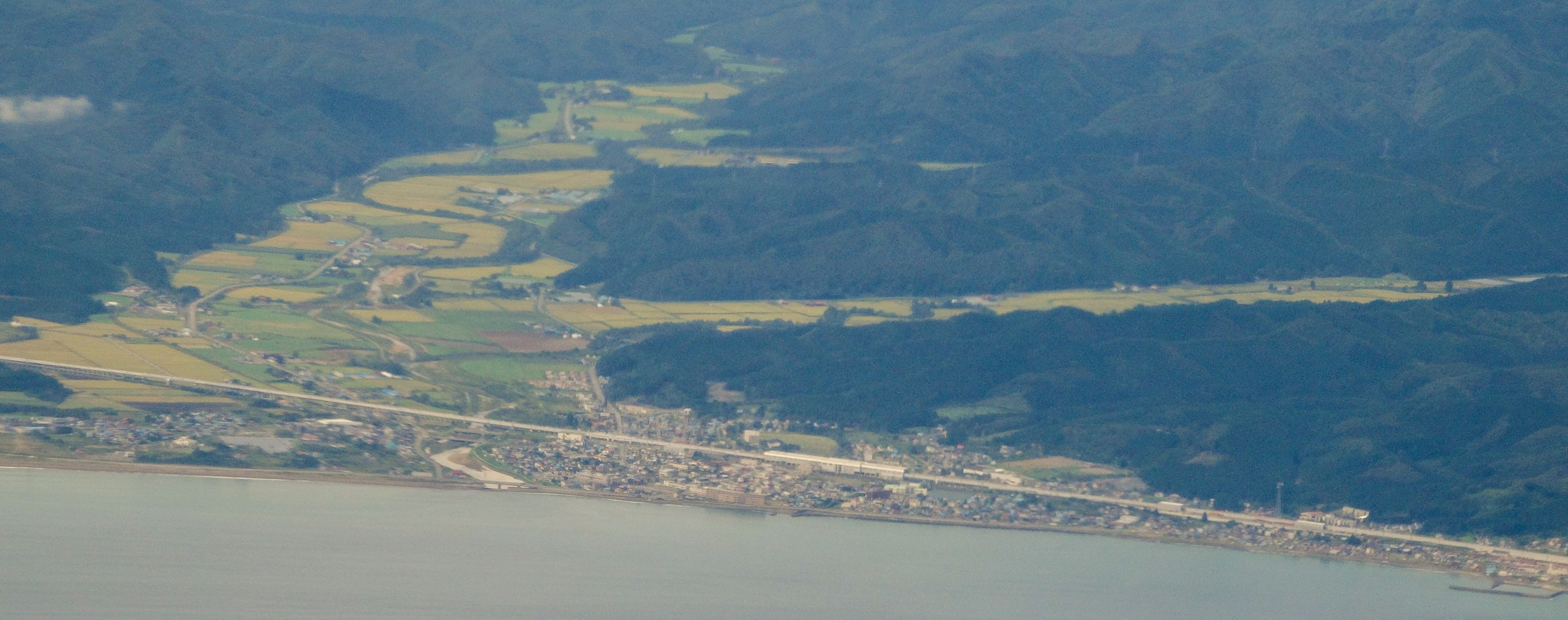
上空から見た木古内駅周辺
（2014年9月）

- 北海道銀行木古内支店（2024年11月8日閉店[29]）
- 道南うみ街信用金庫木古内支店
- 新函館農業協同組合（JA新はこだて）木古内支店
- 上磯郡漁業協同組合木古内支所
- 国道228号（国道280号重複）
- 北海道道383号木古内停車場線
- 北海道道605号中野木古内停車場線
- 中野館跡 - 道南十二館の一つ。
- 佐女川神社（寒中みそぎ祭りが行われる）
- みそぎ浜（寒中みそぎ祭りが行われる）
- クラッセイン木古内（ホテル）
- ラルズマート 木古内店
- セイコーマート木古内駅前店
- ツルハドラッグ木古内店
- コープさっぽろ きこない店
  - ダイソー コープさっぽろきこない店

## 路線バス
木古内駅前バス停が設置されており、知内町・福島町・松前町方面（JR松前線代替バス）、上ノ国町・江差町方面（JR江差線代替バス）、および北斗市・函館市方面の路線が発着する。路線詳細は、知内・松前方面と函館方面は函館バス#知内・松前方面、江差方面は函館バス#江差方面を参照。
2016年1月13日より新バスターミナルに移転し、「道の駅みそぎの郷 きこない」内にバス待合所が設置される。

## 隣の駅
北海道旅客鉄道（JR北海道）
北海道新幹線
奥津軽いまべつ駅 - （竜飛定点） - （吉岡定点） - （湯の里知内信号場） - （木古内分岐部） - 木古内駅 - 新函館北斗駅
■海峡線（定期旅客列車の運転なし）
中小国駅 - （新中小国信号場） - （大平分岐部） - 奥津軽いまべつ駅（待避設備のみ） - （竜飛定点） - （吉岡定点） - （湯の里知内信号場） - （木古内分岐部） - 木古内駅
道南いさりび鉄道
■道南いさりび鉄道線
木古内駅 (sh01) - 札苅駅 (sh02)

### かつて存在した路線
北海道旅客鉄道（JR北海道）
江差線
木古内駅 - 渡島鶴岡駅
松前線
木古内駅 - 森越駅